# Czarnodruk
Czarnodruk – w filatelistyce ogólne określenie dla prób, nowodruków, wtórnodruków albo odbitek z form skasowanych znaczków lub całostek.
Wykonane są one na zlecenie poczty lub innych instytucji w celach reklamowych, propagandowych lub pamiątkowych. Często tak są określane czarno-białe reprodukcje. Określenie czarnodruk wywodzi się od koloru czarnego, który jako jedyny jest używany do produkcji. 
Osoby niewidome i słabowidzące używają słowa czarnodruk na określenie wszelkich publikacji płaskich – w odróżnieniu od druku wypukłego, np. wykorzystującego alfabet Braille’a.